# 芒廷霍姆 (得克薩斯州)
芒廷霍姆（英語：Mountain Home）是位於美國得克薩斯州克爾縣的一個非建制地區。